# Roland Scott (strzelec)
Roland Boyd Scott Jr. (ur. 24 czerwca 1939 w Chicago) – strzelec z Wysp Dziewiczych Stanów Zjednoczonych, olimpijczyk. 
Brał udział w Letnich Igrzyskach Olimpijskich 1984 (Los Angeles). Startował tylko w konkurencji pistoletu dowolnego (50 m), w której zajął przedostatnie, 55. miejsce.

## Wyniki olimpijskie
| Igrzyska | Konkurencja            | Wynik                           | Miejsce | Źródło |
| -------- | ---------------------- | ------------------------------- | ------- | ------ |
| IO 1984  | Pistolet dowolny, 50 m | 459 punktów (68-74-82-86-80-69) | 55      | [ 1 ]  |